# CSD Independiente del Valle
Ej att förväxla med den argentinska fotbollsklubben Club Atlético Independiente.
Club Social y Deportivo Independiente, tidigare Club Social y Deportivo Independiente José Terán, även kallad Independiente del Valle, är en fotbollsklubb från staden Sangolquí i Ecuador. Klubben grundades den 1 mars 1958 och spelar på Estadio Rumiñahui i svartblå färger. Independiente spelade för första gången i den högsta serien i Ecuador säsongen 2010 och den första spelade matchen i den högsta serien var mot Manta den 6 februari 2010, som slutade med att Independiente vann med 1-0. Genom sin placering under säsongen 2012 (femma i totaltabellen) kvalificerade sig klubben för Copa Sudamericana 2013 vilket blev klubbens första deltagande i en sydamerikansk tävlingsturnering. De främsta nationella meriterna är seger av den näst högsta divisionen 2009 och en femteplats i den högsta divisionen 2012.